# Danivka, Kozeleț
Danivka (în ucraineană Данівка) este localitatea de reședință a comunei Danivka din raionul Kozeleț, regiunea Cernihiv, Ucraina.

## Demografie
Componența lingvistică a localității Danivka
     Ucraineană (98,76%)
     Rusă (1,04%)
     Alte limbi (0,1%)
Conform recensământului din 2001, majoritatea populației localității Danivka era vorbitoare de ucraineană (98,76%), existând în minoritate și vorbitori de rusă (1,04%).